# Tord Magnuson
Tord Gösta Magnuson KVO1kl (* 7. dubna 1941, Stockholm) je švédský manažer a generální konzul na Mauriciu. Oženil se s princeznou Christinou Švédskou, nejmladší ze starších sester krále Karla XVI. Gustava. Po smrti Johna Amblera v roce 2008, prince Johanna Georga Hohenzollernského v roce 2016 a barona Niclase Silfverschiölda v roce 2017 je Magnuson jediným žijícím švagrem Karla XVI. Gustava.
Magnuson je synem Lennarta Magnusona (MSE) a jeho manželky Gerdy (rozené Klemmingové), vnukem švédského chemika Gunnara Magnusona a pravnukem švédského politika Torda Magnusona.
Magnuson promoval jako záložní důstojník v roce 1963 a v roce 1967 získal titul B.Sc. ze Stockholmské univerzity. Pracoval ve Stockholms Enskilda Bank, v Sandvik Steel Inc. v New Yorku, ve společnosti Kayel AB a také jako generální ředitel společnosti Devisa AB. Je zástupcem společnosti Air Mauritius ve Švédsku a komandérem 1. třídy Královského řádu Vasy.

## Manželství a rodina
Magnuson a jeho manželka se poprvé setkali v roce 1961. Vzali se 15. června 1974. V důsledku ústavně neschváleného sňatku s Magnusonem ztratila oslovení Její královské Výsosti a získala zdvořilostní titul princezny Christiny, paní Magnusonové. Mají tři syny: Carla Gustafa Victora (* 1975), ekonoma; Torda Oscara Frederika (* 1977), návrháře brýlí; a Victora Edmunda Lennarta (* 1980), herního designéra.

## Vyznamenání

### Národní
- Švédsko: Komandér 1. třídy Královského řádu Vasy
- Švédsko: Nositel medaile Jeho Veličenstva krále, zlatá 12. velikosti[2][3]
- Švédsko: Nositel medaile k 50. narozeninám krále Karla XVI. Gustava[4]
- Švédsko: Nositel svatební medaile korunní princezny Viktorie pro Daniela Westlinga
- Švédsko: Nositel rubínové jubilejní medaile krále Karla XVI. Gustava Ruby[5]
- Švédsko: Nositel medaile k 70. narozeninám krále Karla XVI. Gustava[zdroj?]
- Švédsko: Nositel zlatého jubilejního odznaku Medaile krále Karla XVI. Gustava

### Zahraniční
- Francie: Důstojník Řádu čestné legie
- Nizozemsko: Rytíř velkokříže Řádu koruny (11. října 2022)

### Ocenění
- Švédsko: Rytíř velkokříže Řádu Amarantu